# Capraia (Tremiti)
Capraia, auch Caprara oder Capperaia genannt, ist eine unbewohnte italienische Insel im zentralen Teil des Adriatischen Meers. Zusammen mit den anderen Tremiti-Inseln bildet Capraia die Gemeinde Isole Tremiti in der Provinz Foggia, Region Apulien.

## Geographie
Mit einer Fläche von 45 ha, einer Breite von 610 m und einer Länge von 1,6 km ist Capraia nach der Insel San Domino die zweitgrößte Insel der Inselgruppe und die viertgrößte in Apulien. Der höchste Punkt der Insel, der sogenannte Monte Grosso, erreicht eine Höhe von 53 m s.l.m. und liegt im Norden der Insel. Capraia liegt nur 350 m nördlich der Insel San Nicola. Die 4,7 km lange Küste der Insel ist ungleichmäßig geformt. Während die Nordseite abrupt mit steilen Klippen ins Meer abfällt, finden sich an der flachen Südküste mehrere Untiefen, die in der Vergangenheit schon mehreren Booten zum Verhängnis wurden. An der schmalen Inselspitze Punta Secca im Nordosten steht der Leuchtturm der Insel. An der Westseite der Insel findet sich die Bucht Cala dei Turchi, in die sich die Galeeren der Osmanen unter dem Kommando von Admiral Piyale Pascha nach ihrem gescheiterten Angriff auf die Insel San Nicola im August 1567 zurückzogen. Wie auf allen anderen Tremiti-Inseln, gibt es keine Süßwasserquelle auf Capraia.

## Natur

### Flora
Gemäß älterer Beschreibungen war die Capraia früher einmal mit Bäumen bewachsen und war bei den im 11. Jahrhundert auf die Inselgruppe gekommenen Benediktinern für die Jagd auf Rehe und Wildkaninchen beliebt. Mittlerweile ist die Kalkstein-Insel durch eine pseudo-steppenartige und baumlose Garrigue-Vegetation gekennzeichnet. Auf ihr gedeihen einige Artemisia-Arten, Disteln, Wilde Pistazien und insbesondere der Echte Kapernstrauch. Die Kapern (italienisch capperi) waren womöglich der Namensgeber für die Insel. Daneben sind vereinzelt auch Myrte und Rosmarin anzutreffen, während die Montpellier-Zistrose etwas häufiger vorkommt. An windgeschützten Stellen wachsen der Weidenblättriger Alant und die Behaarte Spatzenzunge. Zwischen dem Ende des 19. Jahrhunderts und der Zeit des Faschismus, als die Tremiti-Inseln als Strafkolonie und Ort der Verbannung dienten, wurde Capraia von Sträflingen landwirtschaftlich bebaut. Bereits in den 1950er Jahren waren die ehemaligen landwirtschaftlichen Anbauflächen nur noch als Weideflächen ausgewiesen und wurden für die Haltung von Ziegen genutzt.

### Fauna
Auf der zum Nationalpark Gargano gehörenden Insel Capria lebt eine Kolonie Steppenmöwen. Des Weiteren ist die ungiftige Gelbgrüne Zornnatter, der Sepiasturmtaucher und eine diskrete Anzahl von Wildkaninchen auf der Insel heimisch.